# Река Афанасия
Река Афана́сия (ранее — Морейок и Нуэммельлампьйок) протекает на Кольском полуострове по территории Ловозерского района Мурманской области.

## Расположение
Расположена в центральной части Кольского полуострова. Истоки реки находятся вблизи верховьев Поноя — в 30 с небольшим километрах к востоку от южной оконечности Ловозера на склонах горы Кугвай и высот 363,2 м (Горка Каменная), 339 м и 315,8 м, откуда река течёт на запад, делая несколько резких изгибов. Устье реки лежит в центральной части Ловозера в районе пролива Юлинская Салма, чуть южнее мыса с названием Юлин и западнее губы Олклухт.

## Описание
Длина реки Афанасия — 58 км, площадь её водосборного бассейна — 700 км². Ширина — до 10-13 метров в верховье, до 16 метров в центральной части и до 53 метров ближе к устью. В самом устье ширина достигает 120 метров.
Река Афанасия течёт по холмистой, сильно заболоченной местности. Глубина прилегающих болот — до 1,5 метра. Высота возвышенностей по берегам реки достигает 200—360 метров над уровнем моря, крупнейшие из них — Урмаварака (361,7 м), Юлин Лес (180,6 м) и ряд неподписанных на карте высот. Растительность по берегам реки — тундровая с небольшими вкраплениями участков елово-берёзовых лесов с высотой деревьев до 10-16 метров.
Скорость течения — 0,3-0,5 м/с. По всей протяжённости реки лежит множество порогов и несколько небольших безымянных островов. Один крупный остров, длиной около 900 метров, лежит в самом устье реки, разделяя её на два рукава.
Населённых пунктов на реке нет, в районе устья находится несколько рыбацких изб.

### Речная система реки Афанасия
От истока
← Левый приток → Правый приток (с отступом даны притоки притоков)
→ Марна
← Открытый
← Марьйок
→ Восточный Марьйок

## История
Река получила своё название по имени Афанасия Ивановича Юлина — промышлявшего в этих местах ловозерского саама. Ранее, до 1940-х годов, река Афанасия считалась двумя отдельными реками — Морейок и Нуэммельлампьйок.

### Комментарии
1. ↑  Согласно разъяснению главного библиографа отдела краеведения Мурманской ГОУНБ, собственное название реки не является существительным женского рода, а образовано притяжательной формой мужского имени Афанасий: река (чья?) Афанасия[2].

### Отсылки к источникам
1. ↑  Ресурсы поверхностных вод СССР: Гидрологическая изученность. Т. 1. Кольский полуостров / под ред. Ю. А. Елшина. — Л.: Гидрометеоиздат, 1969. — 134 с.
2. ↑  Евгений, Фролова О. Н. №11259 (Воронежская область) от 19 апреля 2019. Тематический каталог запросов. Мурманская государственная областная универсальная научная библиотека. Дата обращения: 11 июня 2023. Архивировано 12 июня 2023 года.
3. ↑  Афанасия : [рус.] / textual.ru // Государственный водный реестр : [арх. 15.10.2013] / Минприроды России. Дата публикации: 29.03.2009.
4. ↑  Кольская энциклопедия, 2008.

## Карты
- Лист карты Q-36-V,VI Ревда. Масштаб: 1 : 200 000. Указать дату выпуска/состояния местности.
- Лист карты Q-36-11,12 гора  Вавнбед. Масштаб: 1 : 100 000. Издание 1978 г.
- Лист карты Q-36-23,24 гора  Каменник. Масштаб: 1 : 100 000. Издание 1975 г.
- Лист карты Q-36-11-А,Б.
- Лист карты Q-36-11-В,Г.
- Лист карты Q-36-23-А,Б.